# أورا جاريدو
أورا جاريدو (بالإسبانية: Aura Garrido)‏ هي ممثلة إسبانية، ولدت في 29 مايو 1989 بمدريد في إسبانيا.

## أعمال

### أفلام
- (2012) الجسد

## وصلات خارجية
- أورا جاريدو على موقع IMDb (الإنجليزية)
- أورا جاريدو على موقع تيرنر كلاسيك موفيز (الإنجليزية)
- أورا جاريدو على موقع أول موفي (الإنجليزية)
- أورا جاريدو على موقع قاعدة بيانات الفيلم (الإنجليزية)

• أورا جاريدو موقع قاعدة بيانات الأفلام العربية